# Solbakken Skicenter
Solbakken Skicenter er et skisportscenter i Grønland, beliggende omkring 6 km øst for Sisimiut. Centret benyttes primært af lokale, men også turister benyttet centret. Centret ejer af selskabet Igloo Mountain, der planlægger en udvidelse af anlægget, hvorved centret vil blive Grønlands største skicenter.[kilde mangler]